# Cutter (Arizona)
Cutter è un census-designated place (CDP) della contea di Gila, Arizona, Stati Uniti. La popolazione era di 74 abitanti al censimento del 2010. Cutter si trova appena fuori dalla U.S. Route 70, a est della città di Globe.

## Geografia fisica
Secondo l'Ufficio del censimento degli Stati Uniti, ha una superficie totale di 0,83 mi² (2,15 km²).

## Società

### Evoluzione demografica
Secondo il censimento del 2010, la popolazione era di 74 abitanti.

### Etnie e minoranze straniere
Secondo il censimento del 2010, la composizione etnica del CDP era formata dal 4,1% di bianchi, lo 0,0% di afroamericani, il 93,2% di nativi americani, lo 0,0% di asiatici, lo 0,0% di oceaniani, lo 0,0% di altre razze, e il 2,7% di due o più razze. Ispanici o latinos di qualunque razza erano il 17,6% della popolazione.